# Faux-fruit

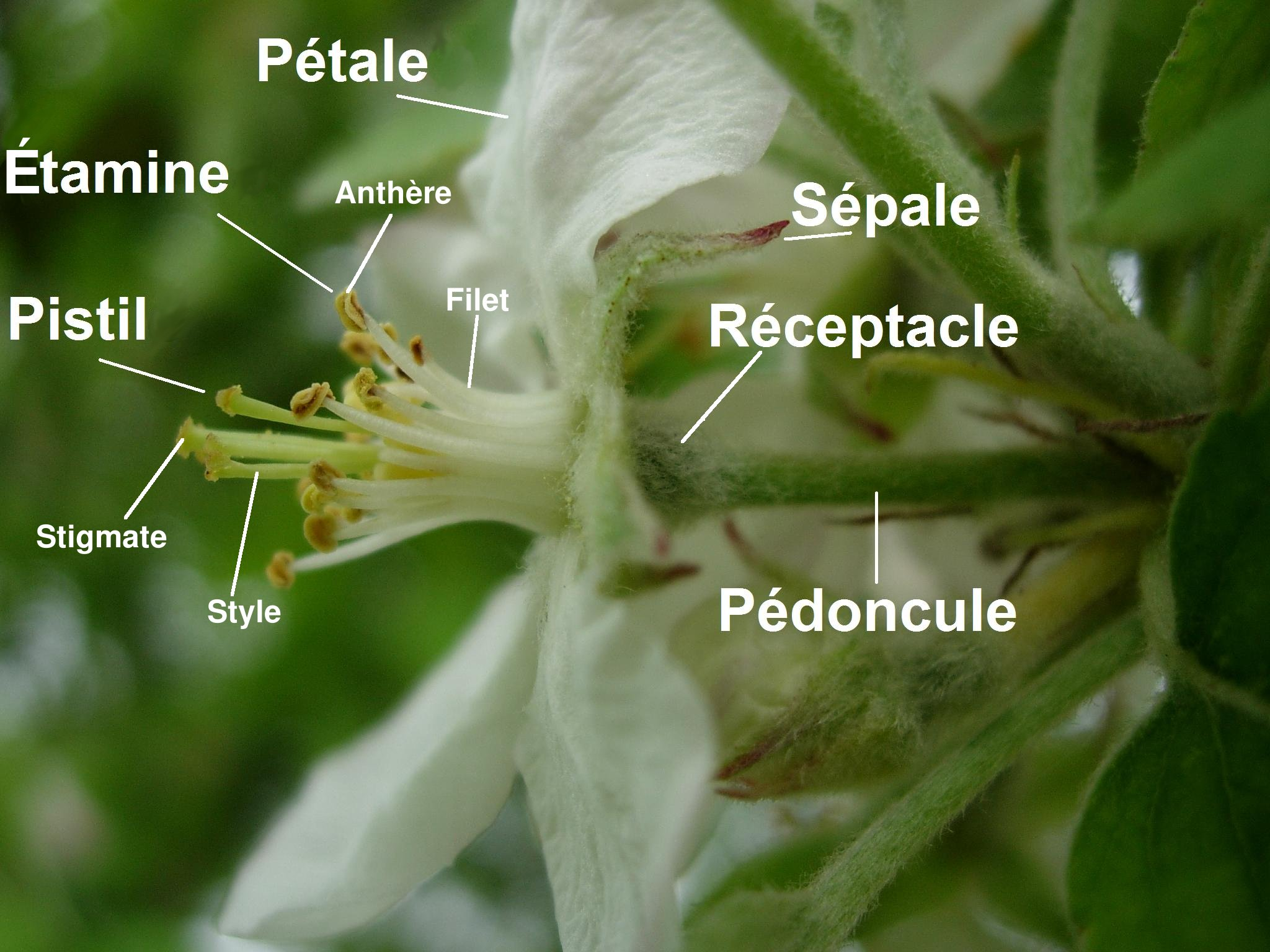
Les pièces florales d'une fleur de pommier. C'est le développement du réceptacle qui donnera la pomme.

En botanique, un faux-fruit (également appelé faux fruit, fausse baie, pseudo-fruit, fruit accessoire, fruit complexe ou pseudocarpe) est le résultat de la transformation des induvies d'une inflorescence à la suite de la fécondation.
Par contraste, le fruit vrai est issu du seul pistil de la fleur. Tout autre organe qui ne dégénère pas après fécondation (induvie) se mue en faux-fruit. De ce fait, le terme recouvre un champ très varié. Nombre de faux-fruits sont désignés dans le langage courant sous le nom de fruit. En général, le faux-fruit n'est pas un organe, mais la combinaison de plusieurs organes.

## Exemples de faux-fruits

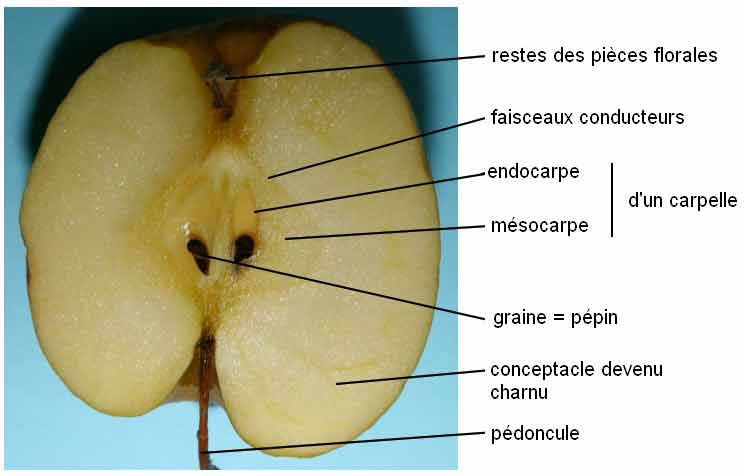
Le fruit du pommier est uniquement la partie centrale contenant les pépins.

La fécondation induit donc parfois le développement d'autres organes ; pédoncule floral chez la pomme de cajou, calice, bractées chez l'ananas, etc.
- La pomme[3], la poire[4] ou le coing[5] sont issus d'un ovaire infère, c'est-à-dire situé sous le reste de la fleur et, par conséquent, entouré par le réceptacle floral. Après la fécondation, le réceptacle se développe en même temps que le fruit. La pomme et la poire sont donc un piridion, combinaison d'un fruit charnu et d'un réceptacle charnu. Quand on coupe une pomme, on remarque, à un certain endroit, au milieu de la chair, une ligne qui semble séparer la pomme en deux. Cette ligne correspond aux vaisseaux du carpelle et donc très approximativement à la limite du fruit. Le mésocarpe est charnu. Mais l'épicarpe n'est plus distinct. L'endocarpe est cette membrane rigide qui limite les cavités contenant les graines.

- Le cynorrhodon (ou cynorhodon) est le résultat du développement du réceptacle rouge renfermant les fruits du rosier et de l'églantier.

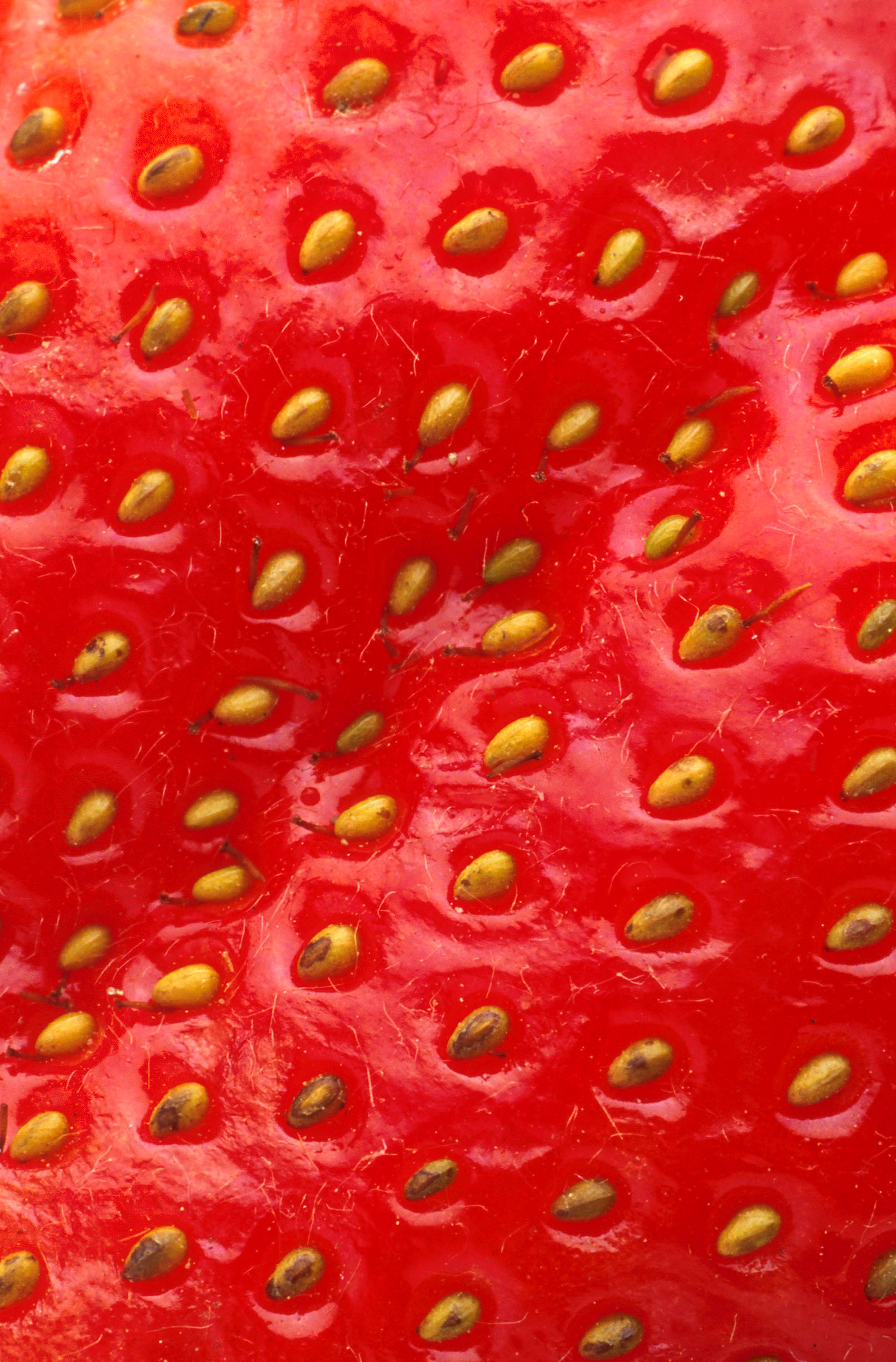
La fraise est un faux-fruit : les véritables fruits des fraisiers sont les akènes.

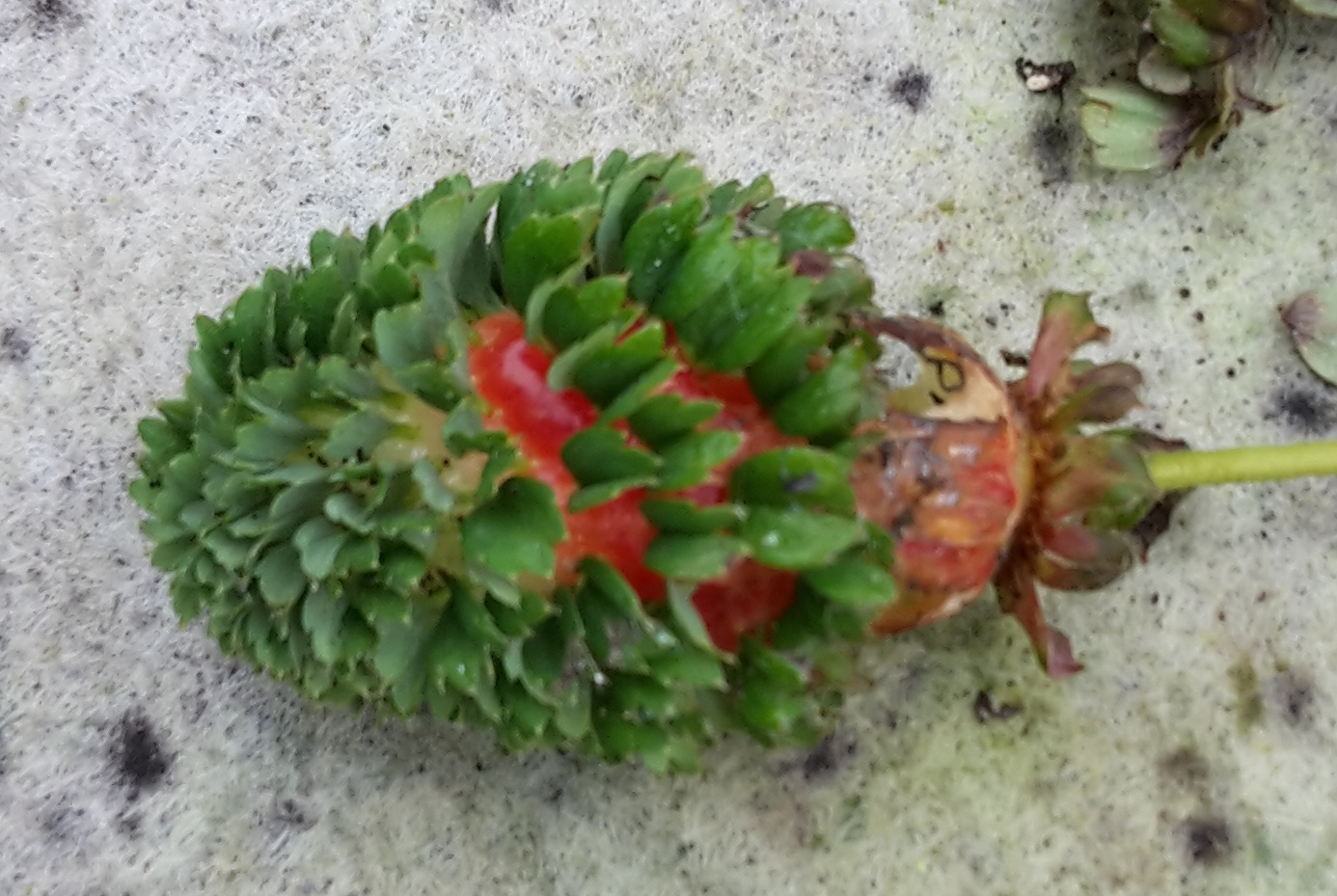
La fraise est un faux-fruit. On voit ici les nombreux akènes situés en surface qui ont germé sur la fraise elle même

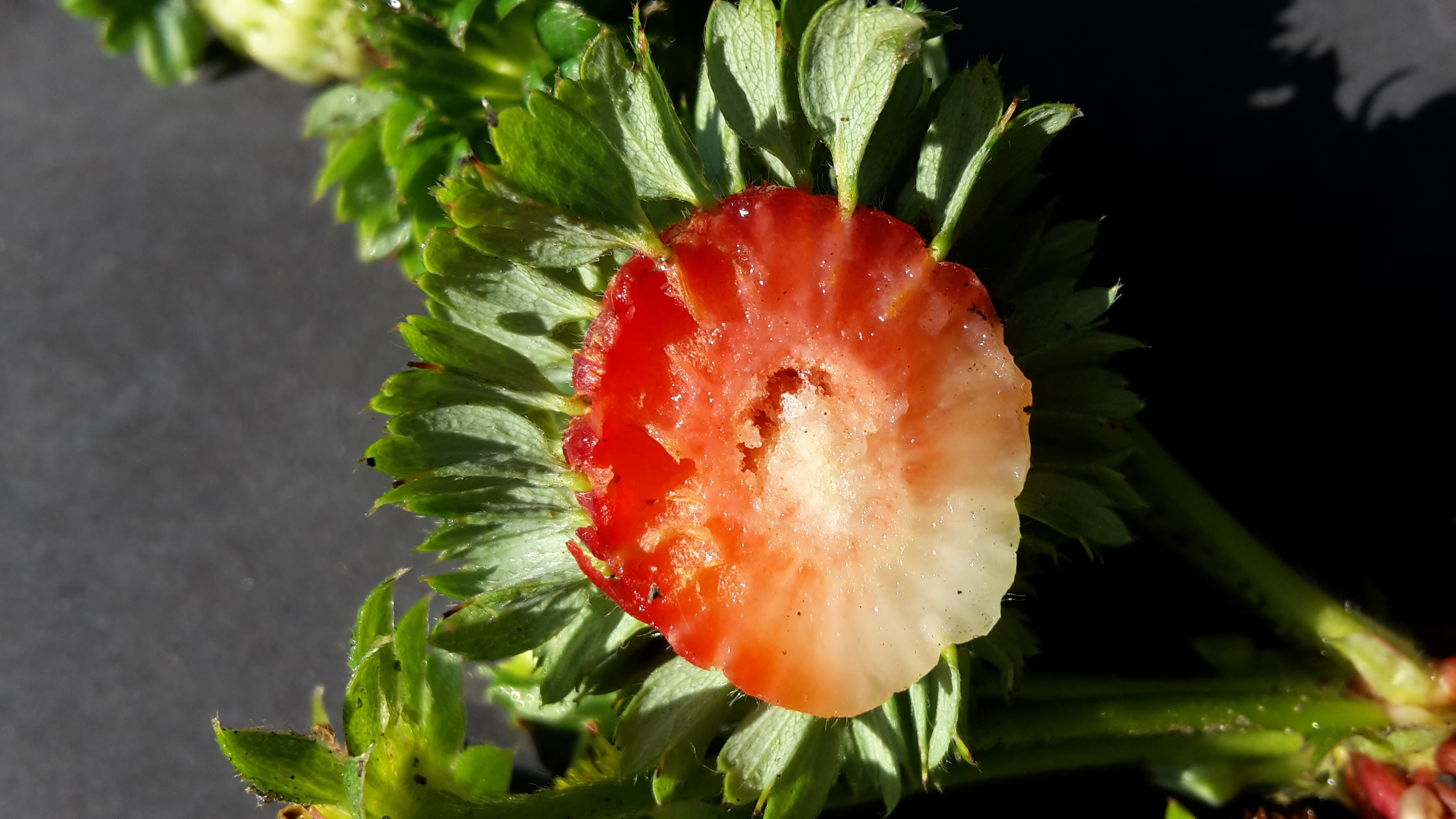
La fraise est un faux-fruit. Sur cette coupe on voit les nombreux akènes situés en surface ayant germé sur la fraise elle même

- La fraise est le résultat du développement du réceptacle floral, et les fruits sont les petits akènes jaunes présents à la surface. La fraise est ce que l'on appelle un fruit complexe (polyakène).
- La framboise est une polydrupe. Comme la fraise, elle est composée d'une soixantaine de fruits, les drupéoles. Ce sont ces drupéoles qui constituent la partie comestible, le réceptacle étant la partie blanche sur laquelle ils reposent[6].
- La mûre n'est pas issue du pistil de la fleur mais formée de l'agrégation des carpelles modifiées et transformées en drupéoles qui restent adhérentes au réceptacle floral.

## Exemples de fausses baies
Une fausse baie est un faux-fruit apparaissant dans certaines espèces de plantes avec un ovaire inférieur (ce qui les distingue des véritables baies). Chez ces espèces, les autres parties de la fleur (y compris la partie basale des sépales, des pétales et des étamines) peuvent mûrir en même temps que l'ovaire et former la fausse baie :
- La banane
- Famille des Cucurbitaceae
  - Les Cucumis (concombre et melon)
  - La pastèque
  - Les Cucurbitas (courge, potiron)

- L'airelle, la canneberge

## Infrutescence
Les infrutescences sont de faux fruits dans le sens où ils ne constituent pas un fruit unique mais une agglomération de vrais fruits issue de la transformation d'une inflorescence.
Par exemple, la figue ou sycone n'est pas un vrai fruit mais une infrutescence. L'inflorescence est constituée d'un réceptacle floral creux presque fermé, qui avant fécondation porte de très nombreuses fleurs. C'est ce réceptacle qui va se développer et devenir charnu. Les fruits sont les akènes qui crissent sous la dent et que nous croyons être des graines.
L'ananas est également une infrutescence. À l'origine, les fleurs sont portées par une tige appelée hampe florale et les ovaires de chaque fleur sont soudés et étroitement imbriqués les uns aux autres. Chaque hexagone visible à l'extérieur de l'ananas correspond aux restes du périanthe et du pistil et montre les limites de chaque fruit. Quand on coupe l'ananas en long, le cylindre plus dense qu'on observe au milieu est le résultat de la transformation de la hampe florale. Au sommet, on observe une petite plantule, qui peut pousser, si son bourgeon n'a pas été tué, comme cela est fait habituellement avant la commercialisation de l'ananas.